# ファルコン9ブロック5
ファルコン9ブロック5は、スペースXによってアメリカ合衆国で設計及び製造される部分的に再利用可能な二段式中規模ロケット。ファルコン9フル・スラストの5番目のモデルであり、ロケットグレードのケロシン（RP-1）と液体酸素（LOX）を燃焼させるスペースX マーリンエンジンで推進される。
ブロック3からブロック5への主な変更はエンジン推力の増強および着陸脚の強化である。それに加えて、多数の小変更によって第1段ブースターの回収と再利用が改善された。変更は生産速度と再利用効率の改善に焦点があてられた。各ブロック5ブースターは飛行ごとに検査を行うだけで10回の飛行と、リファビッシュを施せば100回まで飛行できるように設計されている。
2018年にファルコン9ブロック5はブロック4から移行することに成功した。初飛行は2018年5月11日の人工衛星Bangabandhu-1の打ち上げだった。ファルコン9ブロック4の最後のミッションとなるCRS-15は2018年6月29日に打ち上げられた。これ以降、完全にブロック5に移行した。

## 概要

左から右にファルコン1、ファルコン9 v1.0、ファルコン9 v1.1の3種類の構成、ファルコン9 v1.2（フル・スラスト）の3種類の構成、ファルコン9ブロック5の2種類の構成およびファルコンヘビー

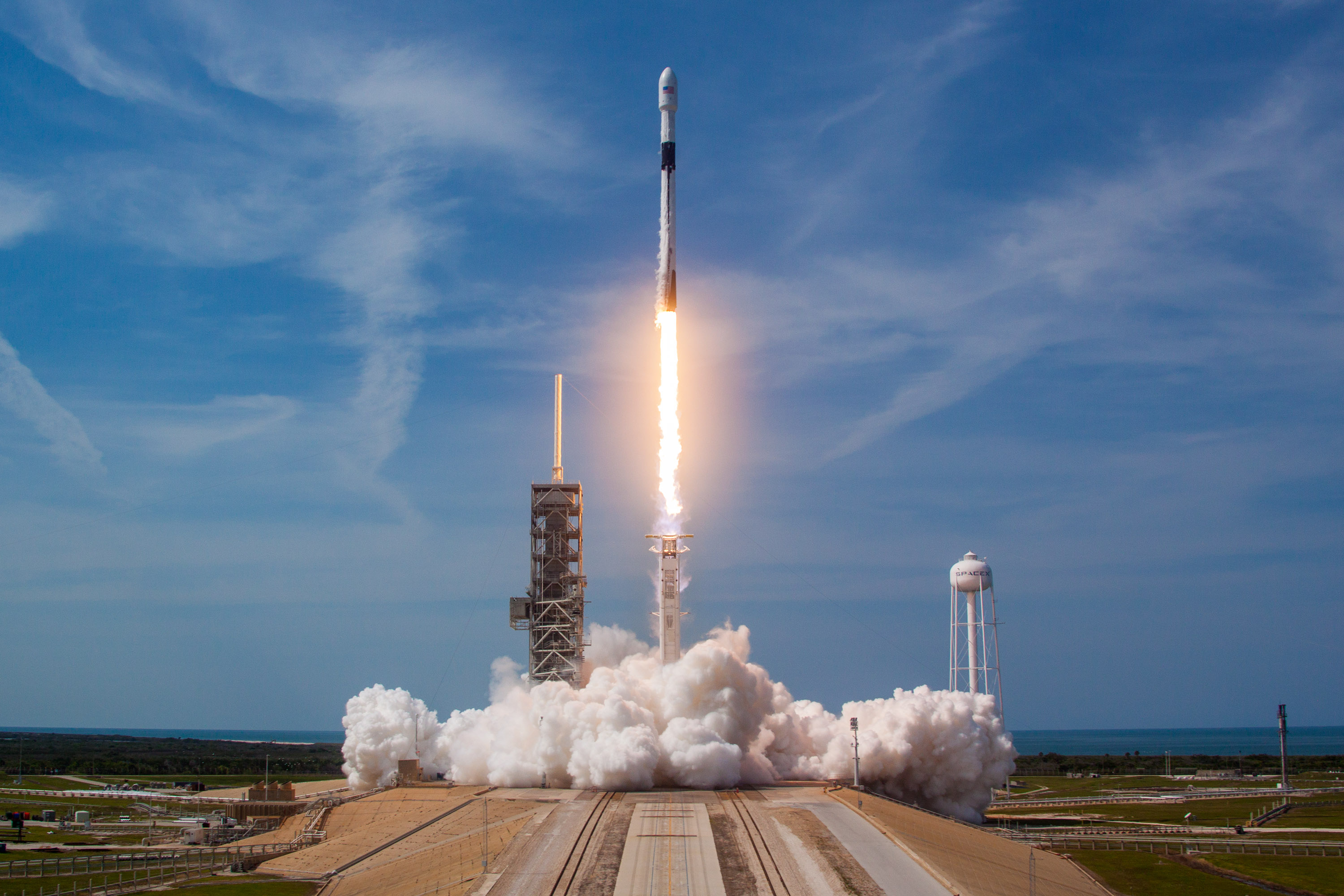
バングラデシュの衛星Bangabandhu-1がファルコン9ブロック5の初めての搭載物となった。

ブロック5の設計変更は主にNASAの商業乗員輸送開発および国家安全保障宇宙打ち上げ要件に必要なアップグレードによって推進されている。これらの変更には、性能のアップグレード、製造の改善、そして要求の厳しい顧客向けのマージンを増やすための「おそらく100ほどの変更」が含まれている。
2017年4月、スペースXのイーロン・マスクCEOは、ブロック5ではエンジンの改良（1基あたり780キロニュートン (180,000 lbf)から850キロニュートン (190,000 lbf)により推力が7-8%増加すると述べた。また、ブロック5では降下時の仰角が改善され、着陸に必要な燃料が削減されるように飛行制御システムが改良された。
再利用耐久性のために：
- 少なくとも10回の打ち上げを想定[16][17]、2021年に達成[18]
- 改修を施すことで最大100回の利用[17][16][19]
- ロケット基部のエンジンと配管を保護する、再利用可能な熱シールド
- より耐熱性の高い鋳造・機械加工されたチタン製グリッドフィン[20]
- 着陸脚、配線管、段間部分の黒色の熱保護層を含む、再突入時の熱損傷を軽減するための第1段の耐熱コーティング
- 再設計および再検証がなされた、より堅牢で長寿命のバルブ
- 破裂につながるタンク構造内部での酸素の凍結を回避するための、再設計されたヘリウム用複合材オーバーラップ圧力容器（英語版）（COPV 2.0）

迅速な再利用のために：
- フライト間の改修の削減[17]
- 迅速な回収と輸送のための格納式着陸脚[21]
- 製造時間を短縮するために溶接ではなくボルト締結されたオクタウェブ構造[22]

### 改良
ブロック5のデビュー以来、スペースXはその設計、製造プロセス、運用手順を繰り返し改良してきた。他の変更点の中で、再設計された複合材オーバーラップ圧力容器（COPV2）タンクは初期のブロック5ブースターには装備されていなかった。COPV2タンクを使用した最初のブースターは、2018年11月15日のEs'hail 2ミッションで使用したブースターB1047であり、2番目のブースターは2018年12月5日に打ち上げられたCRS-16/B1050である。ロケットの性能を向上させるために、スペースXはスロットル設定と分離タイミングの微調整を行った。後期のブロック5ブースターは飛行準備が容易であるため、スペースXは使い捨てミッションには可能な限り古いコアを用いて「廃止」するようにしている。
スペースX CRS-18は、熱制御のための黒色塗装の帯、加圧制御のための追加の複合材オーバーラップ圧力容器および追加のTEA-TEB点火液を備えたミッション延長キットを採用した。このアップグレードによって、第2段には打ち上げ後数時間を必要とする静止軌道や高エネルギー軌道に直接ペイロードを投入するのに必要な耐久性が与えられた。
Transporter-7ミッションの打ち上げでは、打ち上げ頻度の向上とコスト削減を目的とした新しいMVacノズル延長設計が披露された。この新しいノズル延長部は短く、その結果としてエンジンの非推力が小さくなり、したがって性能も低下する。このため、ファルコン9の全性能を必要としないミッションでのみ飛行することになる。小型ノズルを使用した第2段の特性は明らかにされていない。

## 有人飛行の評価
2010年代のNASAの認証プロセスでは、ロケットが有人宇宙飛行のNASAの認定を受け、NASAの宇宙飛行士を飛行させることが許可されるまでにはどのロケットも大きな設計変更なしで7回の飛行を行うことが規定されていた。
ブロック5の設計は、2020年5月30日にCrew Dragon Demo-2と名付けられたNASAの契約フライトで初めて宇宙飛行士を打ち上げた。これは、2011年の最後のスペースシャトルのミッション以来の合衆国から打ち上げられた有人軌道宇宙飛行であるとともに、民間企業によって運用された初めての宇宙飛行だった。